# 花岡山
花岡山（はなおかやま）
- 熊本県熊本市にある山。本項で詳述。なお、同県葦北郡芦北町にある花岡山については佐敷城を参照のこと。
- 大阪府東大阪市にある山。標高54m。

花岡山（はなおかやま）は、熊本県熊本市西区にあり標高132.2メートルの山である。山頂からは熊本市街が見渡せる。

## 概要
JR熊本駅の北西側に位置する山で、金峰山の末端部が断層によって切り離されて形成されたと考えられている。南側には万日山があり地形的には繋がっている。

### 呼称
かつては朝日山や勢高山などと呼ばれていた。979年（天元2年）に祇園神社（現在の北岡神社）が鎮座してからは祇園山と呼んだ。
さらに1869年（明治2年）には桜を植樹したことから花岡山と呼ぶようになった。

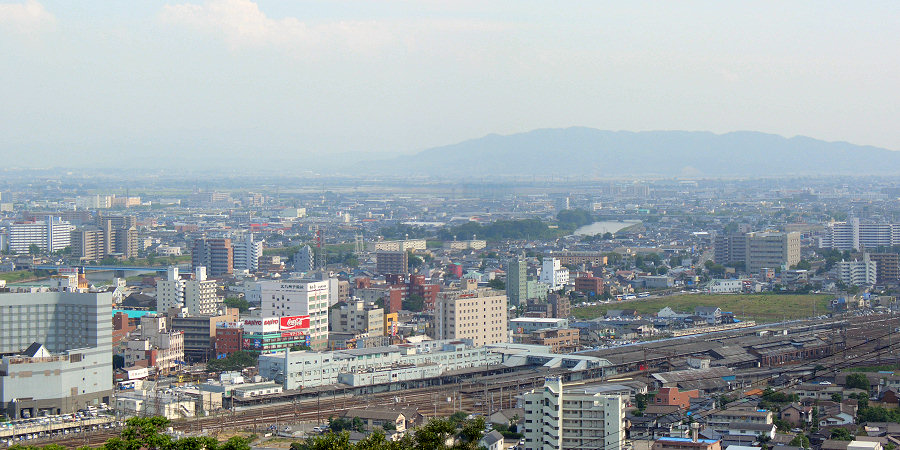
山頂近くから南側を望む

## 花岡山にある施設

### 花岡山公園
山頂を中心とするエリアは公園として整備されている。熊本市の特殊公園（風致公園）として1972年（昭和47年）4月1日に開設された。面積120,827m2。

### 頂上

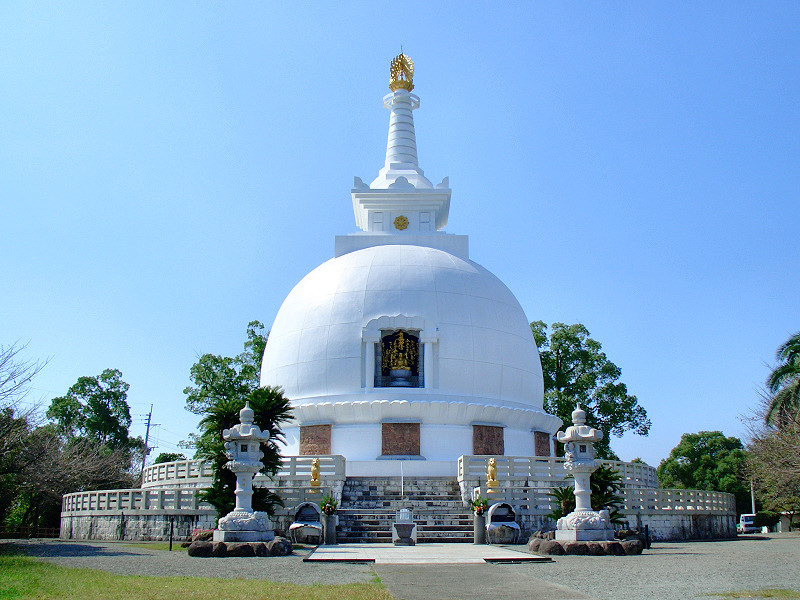
仏舎利塔

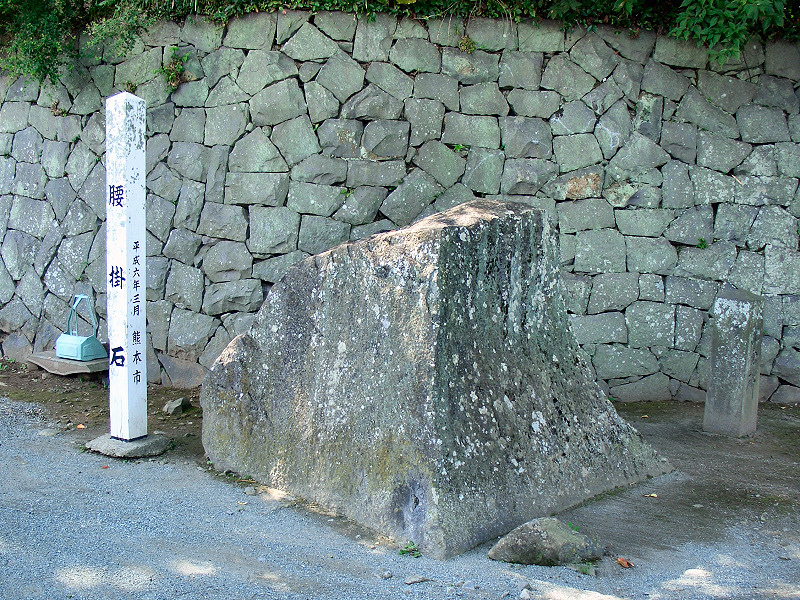
兜岩

- 仏舎利塔

世界平和の祈願をこめて建設された。1947年（昭和22年）9月21日に地鎮祭が行われ、約6年後の1953年（昭和28年）3月に完成。同年4月2日、完成後初の法要が行われた。
仏舎利はインドのジャワハルラール・ネルー首相から、尖塔の黄金コタはスリランカのコテラ・クラ首相から送られた。

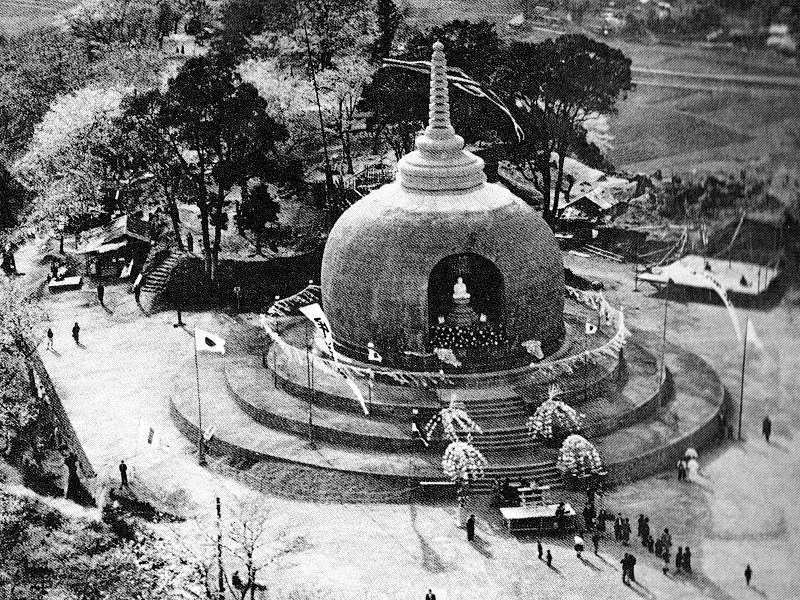
完成当時 （1953年4月2日）
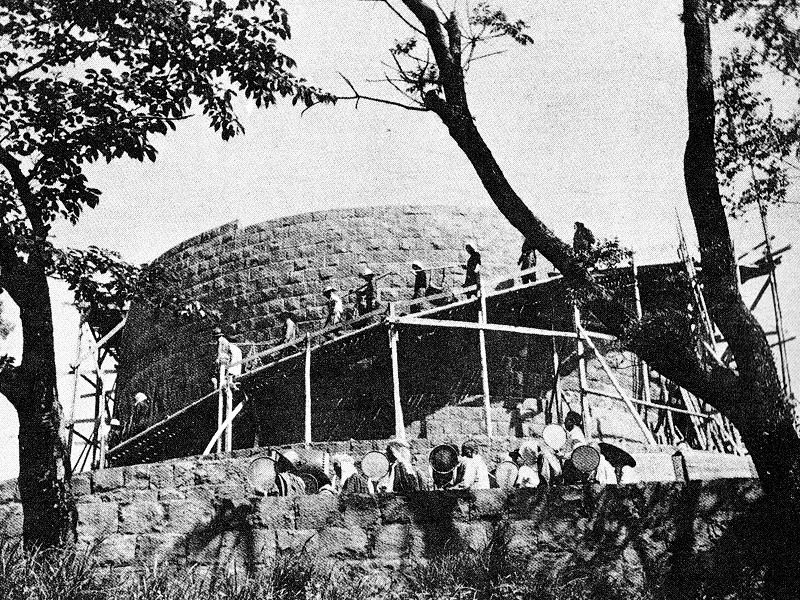
建設中 （1952年5月）

- 熊本バンド奉教之碑

当地で熊本バンドが結成されたことを記念する碑。1965年（昭和40年）に建立された。
- 兜岩（腰掛岩とも）

熊本城築城の際、石を切り出す指揮を執った加藤清正が、兜を脱ぎ腰掛けたといわれる岩。
- 鐘掛松跡

加藤清正が合図の鐘を掛けたとされる松の跡。

### 中腹
- 阿蘇殿松跡

阿蘇氏当主阿蘇惟光が豊臣秀吉に命じられ切腹させられた地。
- 花岡山官軍墓地

神風連の乱（神風連の変）に倒れた官軍の兵を弔う墓所。西南戦争の際には薩軍の陣地となった。乃木希典の長女で夭折した乃木恒子の墓所もある。
- 花岡山薩軍砲座跡

西南戦争の際に薩軍が陣を築き、砲台を設置した地。
- 招魂祠

1869年（明治2年）に建立された幕末の志士を弔う祠。同時に桜も植えられた。

### 麓
- 北岡自然公園

熊本市の特殊公園（風致公園）として1955年（昭和30年）4月1日に開設された。面積42,088m2。
「熊本藩主細川家墓所」として国の史跡に指定されている細川家菩提寺妙解寺跡や細川家霊廟がある。
- 岫雲院 (春日寺)

細川忠利を荼毘に付した寺。戦国武将 大友親家、大友親盛の墓がある

## 周辺
周辺は2018年（平成30年）までの予定で熊本駅周辺整備事業が進行中である。

### 公園・自然
- 万日山

### 主な施設
- 熊本駅
- 北岡神社
- 熊本市立春日小学校
- ホテルニューオータニ熊本
- ANAクラウンプラザホテル熊本ニュースカイ
- 東横イン熊本駅前
- くまもと森都心

## 交通アクセス
- 鉄道
  - JR九州熊本駅よりタクシーで7分
  - 熊本市電A系統 祇園橋電停より徒歩34分（2.7㎞）
- 路線バス
  - 熊本桜町バスターミナルから九州産交バス春日校経由田崎車庫行に乗車し「春日寺前」下車、徒歩25分（2km）
- 道路
- 九州自動車道熊本インターチェンジより12㎞。近隣を熊本県道237号小島新町線が通過している

## 近隣の河川
- 白川
- 坪井川
- 井芹川

## 参考資料
- 「熊本県大百科事典」熊本日日新聞 1982年4月25日
- 「熊本市の都市公園 平成10年度」 熊本市公園管理課
- 「花岡山佛舎利塔」日本山妙法寺 1954年8月6日
- 「熊本県の地名（日本歴史地名大系 第44巻）」 下中邦彦 平凡社 1985年3月25日
- 原田敬一「「万骨枯る」空間の形成 陸軍墓地の制度と実態を中心に」（pdf）『仏教大学文学部論集』第82号、仏教大学、1998年。2017年3月26日閲覧。